# Johan Vilhelm Snellman

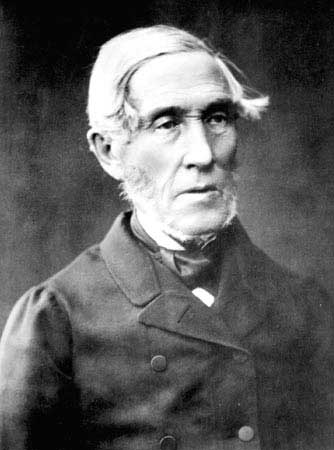
Johan Vilhelm Snellman

Johan Vilhelm Snellman, född 12 maj 1806 på nuvarande Tjärhovsgatan 5 i Stockholm, död 4 juli 1881 i Kyrkslätt, var en finländsk filosof, författare, publicist och statsman. Han var farfar till Aarne Snellman.

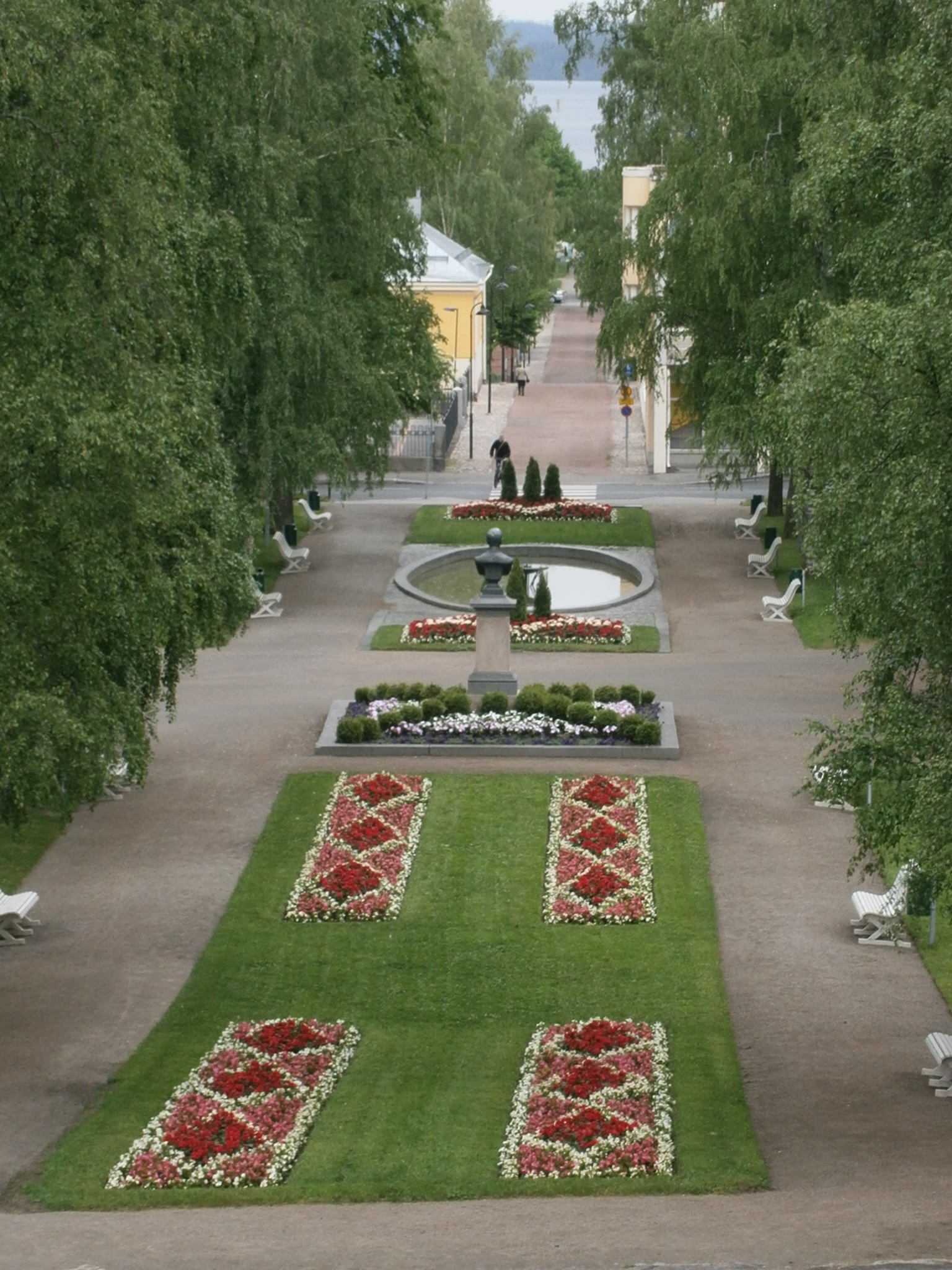
J.V.Snellmans park i Kuopio.

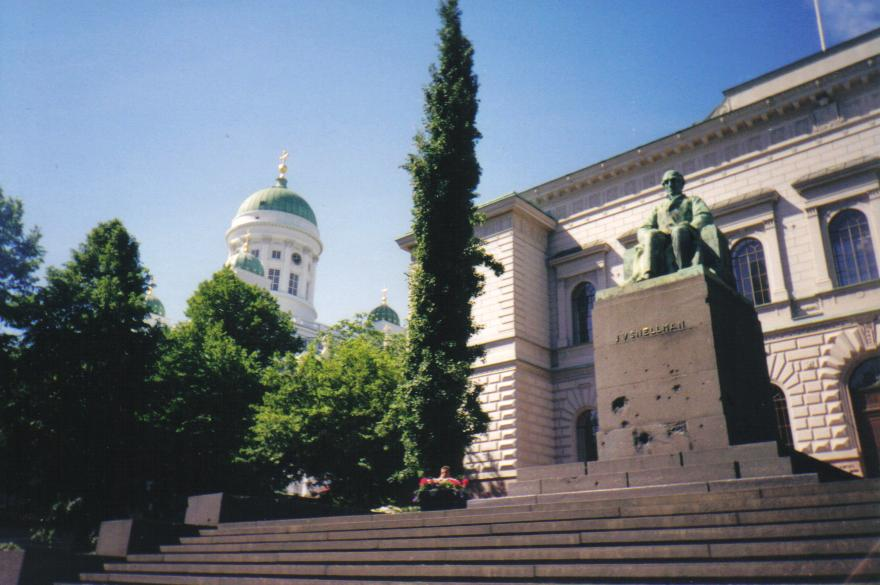
Staty över Johan Vilhelm Snellman framför Finlands Bank i Helsingfors.

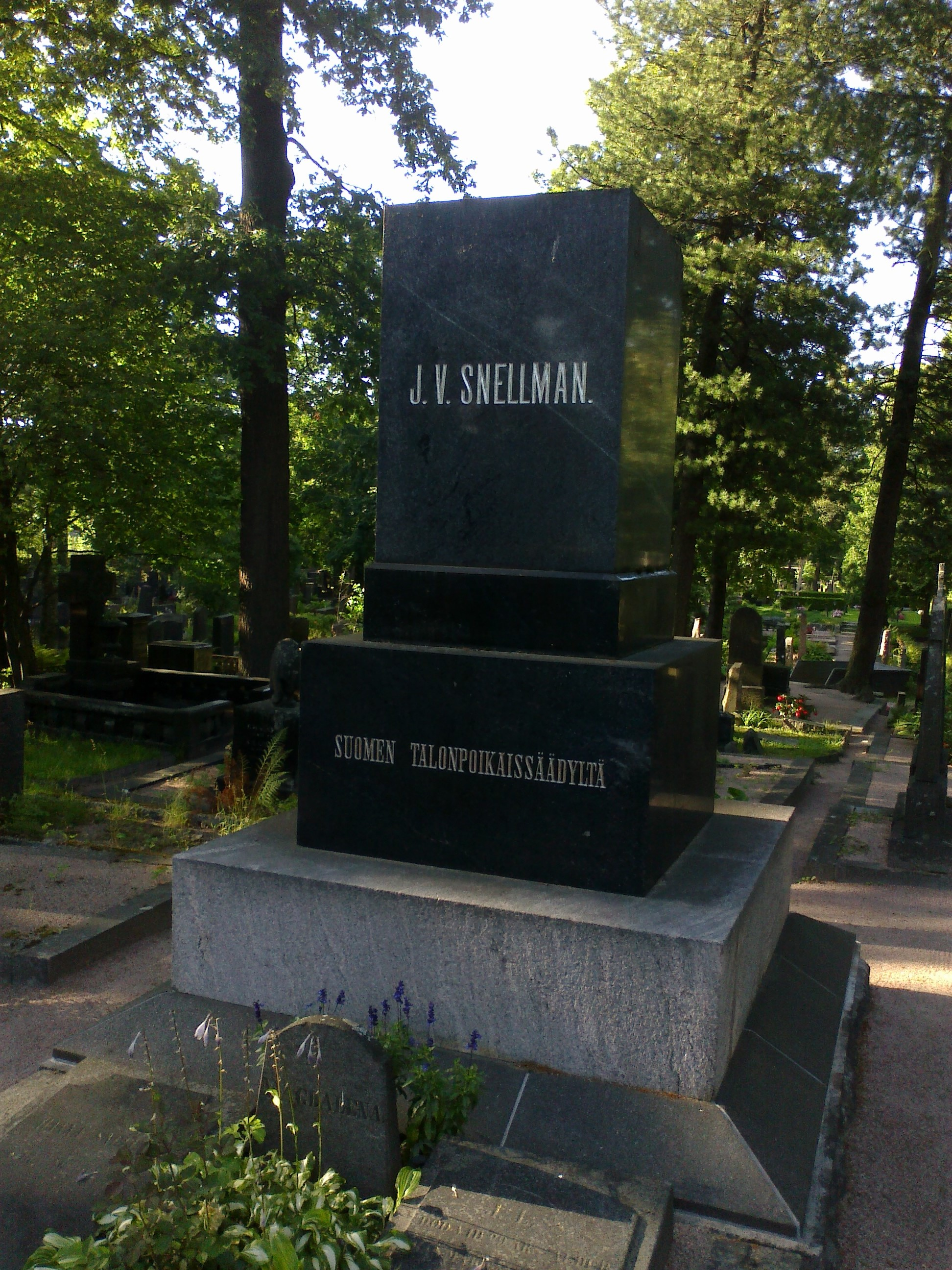
Snellman ligger begravd i Sandudds begravningsplats i Helsingfors.

## Biografi
Snellman var son till en sjökapten. År 1813, fyra år efter att Storfurstendömet Finland blivit ryskt efter Sveriges nederlag i finska kriget, flyttade familjen till Karleby, där Snellman bodde fram till 1816. Han gick i skola i Uleåborg och började studierna vid Kejserliga Akademien i Åbo 1822. Han blev filosofie magister 1831. Hans avhandling, från 1835, Dissertatio academica absolutismum systematis Hegeliani defensura, behandlade den Hegelska tankevärlden. Han verkade som docent vid Helsingfors universitet mellan 1835 och 1839.
Snellman reste till Sverige 1839 och därifrån till Tübingen. Han återvände till Finland 1842 och ett år senare utnämndes han till rektor vid Kuopio högre elementarskola.
Från och med 1844 publicerade han den svenskspråkiga tidskriften Saima samt det finskspråkiga veckobladet Maamiehen Ystävä. När myndigheterna drog in Saima-tidningen 1846 grundade han i stället tidningen Litteraturblad för allmän medborgerlig bildning.
Snellman flyttade till Helsingfors 1854. Vid Alexander II:s trontillträde som storfurste 1855 återvände han som journalist till Litteraturbladet. Under Alexander II:s regentstid förmildrades förhållandena och 1856 öppnades en tjänst för Snellman vid Helsingfors universitet som professor i sedelära och vetenskapernas system.
Han var svenskspråkig, liksom dom flesta i hans yrke och inom adeln, men började på 1850-talet uppmuntra de högutbildade att lära sig att tala och skriva på finska. Snellman vill göra språket till ett nationellt språk och inte enbart allmogespråk. År 1856 grundas det första Finskspråkiga läroverket. 
Snellman var senator 1863 till 1868. Han tillträdde som chef för finansexpeditionens första avdelning 1863. Han verkade direkt för det finska språkets rättsställning. Han ledsagade beslutet för den myntreform som gav Finland en egen valuta 1865.
Snellman adlades 1866. Han var adelsståndets representant vid lantdagarna 1867, 1872 och 1877. Snellman vae cheg för Finska litteratursällskapet 1870 till 1874. Han ligger begraven på Sandudds begravningsplats.

## Snellmansdagen
Snellmansdagen eller finskhetens dag firas på Snellmans födelsedag den 12 maj i Finland. Dagen är en officiell flaggdag i Finland.

### Webbkällor
- J.V. Snellman. Samlade verk

### Originalutgåvor
- Öfnings-exempel lämpade till latinska språkets etymologi. Helsingfors. 1834. Libris 3066601
- Försök till framställning af logiken, utarb. Helsingfors. 1837. Libris 3066594
- Lärobok i psychologien, af. Stockholm. 1837. Libris 3387795
- Philosophisk elementar-curs. Stockholm. 1837–1840. Libris 3066598
- Henrik Ervast. Helsingfors. 1839. Libris 3066595
- Det går an: En tafla ur lifvet. Fortsättning. Stockholm. 1840. Libris 1575641. http://litteraturbanken.se/#!/forfattare/SnellmanJV/titlar/DetGarAnEnTaflaUrLifvet/info
- Om det akademiska studium. Stockholm: Zacharias Hæggström. 1840. Libris 3066597
- Tyskland: Skildringar och omdömen från en resa, 1840-1841. Stockholm. 1842. Libris 2127822. http://litteraturbanken.se/#!/forfattare/SnellmanJV/titlar/Tyskland/info
- Fyra giftermål: Taflor i Terburgs manér. Stockholm: Looström. 1842. Libris 8410779. http://litteraturbanken.se/#!/forfattare/SnellmanJV/titlar/FyraGiftermal/info
- Kärlek och kärlek. Fyra giftermål, 1. Stockholm: Looström. 1842. Libris 8410781
- Läran om staten. Stockholm, Zacharias Hæggström, 1842. 1842. Libris 1698271
- Så går det till: Ibland går det annorlunda. Fyra giftermål, 2–3. Stockholm: Looström. 1842. Libris 8410783
- Johan Julin: Minnesteckning öfver en vördad och älskad fader för en familjefest hundrade år efter hans födelse. Helsingfors. 1852. Libris 3066596 – Ny utgåva 1984.

### Samlingar och urval
- Samlade arbeten. Helsingfors. 1894-1899. Libris 472877
  -  Band 1, Filosofiska arbeten. 1894. Libris 472878. https://litteraturbanken.se/f%C3%B6rfattare/SnellmanJV/titlar/SamladeArbeten1/sida/II/faksimil?om-boken
  -  Band 2, Vittra skrifter. 1892. Libris 472879. https://litteraturbanken.se/f%C3%B6rfattare/SnellmanJV/titlar/SamladeArbeten2/sida/II/faksimil?om-boken
  -  Band 3, Afhandlingar och uppsatser. 1893. Libris 472880. https://litteraturbanken.se/f%C3%B6rfattare/SnellmanJV/titlar/SamladeArbeten3/sida/II/faksimil?om-boken
  -  Band 4, Afhandlingar och uppsatser. 1893. Libris 472881. https://litteraturbanken.se/f%C3%B6rfattare/SnellmanJV/titlar/SamladeArbeten4/sida/II/faksimil?om-boken
  -  Band 5, Afhandlingar och uppsatser. 1894. Libris 472882. https://litteraturbanken.se/f%C3%B6rfattare/SnellmanJV/titlar/SamladeArbeten5/sida/II/faksimil?om-boken
  -  Band 7, Bedömanden, recensioner och anmälanden, 1 Inhemsk litteratur. 1895. Libris 472883. https://litteraturbanken.se/f%C3%B6rfattare/SnellmanJV/titlar/SamladeArbeten7/sida/II/faksimil?om-boken
  -  Band 6, Afhandlingar och uppsatser. 1895. Libris 472884. https://litteraturbanken.se/f%C3%B6rfattare/SnellmanJV/titlar/SamladeArbeten6/sida/II/faksimil?om-boken
  -  Band 8, Bedömanden, recensioner och anmälningar, 2 Utländsk litteratur. 1896. Libris 472885. https://litteraturbanken.se/f%C3%B6rfattare/SnellmanJV/titlar/SamladeArbeten8/sida/II/faksimil?om-boken
  -  Band 9, Biografiska skrifter ; Föredrag och uppsatser ; Tal ; Memoir-anteckningar ; Vers. 1896. Libris 472886. https://litteraturbanken.se/f%C3%B6rfattare/SnellmanJV/titlar/SamladeArbeten9/sida/II/faksimil?om-boken
  -  Band 10, Utlåtanden i konsistorium och senaten samt vid landtdagar ; Några föreläsningar. 1898. Libris 472887. https://litteraturbanken.se/f%C3%B6rfattare/SnellmanJV/titlar/SamladeArbeten10/sida/II/faksimil?om-boken
  -  Supplementband 1, Lefnadsteckning. 1895. Libris 472888. https://litteraturbanken.se/f%C3%B6rfattare/SnellmanJV/titlar/Supplementband1/sida/-5/faksimil?om-boken
  -  Supplementband 2, Lefnadsteckning. 1899. Libris 472889. https://litteraturbanken.se/f%C3%B6rfattare/SnellmanJV/titlar/Supplementband2/sida/-8/faksimil?om-boken
- Vittra skrifter. Helsingfors: Otava. 1895. Libris 8410318
- Strödda skrifter: Posthuma och förut utgifna. Samlade skrifter, 9. Helsingfors. 1896. Libris 435173
- Johan Vilhelm Snellman och hans hustrus brevväxling jämte orienterande översikter och hågkomster från hemmet. Helsingfors: Schildts. 1928. Libris 2315039
- Svenska silhouetter. Bokvännens bibliotek, 32. Stockholm: Bokvännerna. 1957. ISSN 0347-8386 Libris 1239159
- Snellman i urval. Helsingfors: Söderström. 1981. Libris 7845620. ISBN 951-52-0690-1
- Samlade arbeten 1: 1826–1840. Helsingfors: Statsrådets kansli. 1992. Libris 7843477. ISBN 951-47-6087-5
- Samlade arbeten 12: 1868–1881. Helsingfors: Statsrådets kansli. 1998. Libris 7843476. ISBN 951-37-2566-9
- J. V. Snellman i Europa: Resebilder 1840–1847. Skrifter utgivna av Svenska litteratursällskapet i Finland, 685. Stockholm: Atlantis. 2006. ISSN 0039-6842 Libris 10154530. ISBN 91-7353-126-X